# La Roque-Gageac
La Roque-Gageac település Franciaországban, Dordogne megyében. Lakosainak száma 439 fő (2022. január 1.). La Roque-Gageac Vitrac, Domme, Cénac-et-Saint-Julien és Vézac községekkel határos.

## Népesség
A település népességének változása:
| Lakosok száma | 357  | 404  | 447  | 420  | 449  | 467  | 440  | 427  | 429  | 439  |
|               | 1968 | 1982 | 1990 | 2006 | 2013 | 2015 | 2017 | 2019 | 2020 | 2022 |